# Nagroda Sándora Máraiego
Nagroda Sándora Máraiego (węg. Márai Sándor-díj) – węgierska nagroda literacka.

## Laureaci
- 2013 – Ferenc Kontra
- 2012 – Róbert Hász, Attila Mózes, János Oláh
- 2011 – Péter Farkas, Sándor Majoros, András Pályi
- 2010 – István Kemény, László Kemenes Géfin, Zsuzsa Vathy
- 2009 – Pál Békés, János Háy, Vilmos Molnár
- 2008 – László Bogdán, László Darvasi, András Petőcz
- 2007 – Krisztina Tóth
- 2006 – Péter Nádas, Éva Berniczky, György Dragomán
- 2005 – Zsolt Láng, Gábor Németh
- 2004 – Endre Kukorelly, Gergely Péterfy
- 2003 – Győző Bordás, Zsuzsa Rakovszky, István Szilágy
- 2002 – Attila Bartis, Tibor Bálint
- 2001 – Péter Esterházy, Ferenc Barnás
- 2000 – Iván Sándor, Pál Závada
- 1999 – Péter Lengyel
- 1998 – László Krasznahorkai
- 1997 – György Ferdinandy, Nándor Gion
- 1996 – Ádám Bodor, Imre Kertész